# コーク家
コーク家（Koch Family）は、アメリカで2番目に巨大な非公開同族企業のコーク・インダストリーズを所有し、アメリカ保守勢力の主要な支援者であるアメリカ合衆国の一族。ドナーズトラストを利用し、巨額のダークマネーを保守系シンクタンクに寄付することで気候変動否定論の発信も支援している。

## メンバー
- フレッド・コーク（1900年 - 1967年） - 化学エンジニア、コーク・インダストリーズ創業者でアメリカの極右政治団体・ジョン・バーチ協会の創設メンバーの一人。
- メアリー・R・コーク（1907年 - 1990年） - フレッド・コーク妻。
- フレッド・コークとメアリー・R・コークの4人の子ども達：
  - フレデリック・R・コーク（英語版）（1933年8月26日 - 2020年2月12日） - 美術収集家、慈善家。
  - チャールズ・コーク（1935年11月1日生まれ） - コーク・インダストリーズ最高経営責任者
  - デイビッド・コーク（1940年5月3日 - 2019年8月23日） - コーク・インダストリーズ副社長。
  - ビル・コーク（英語版）（1940年5月3日 - ） - Oxbow Group創業者。